# Arytainilla delarbrei
Arytainilla delarbrei är en insektsart som först beskrevs av Puton 1873.  Arytainilla delarbrei ingår i släktet Arytainilla och familjen rundbladloppor. Inga underarter finns listade i Catalogue of Life.